# Français de Suisse
Le français de Suisse (aussi appelé suisse romand) est une variété du français parlée en Suisse romande, partie francophone de la Suisse. La Suisse romande compte sept cantons dont quatre unilingues francophones (Vaud, Genève, Neuchâtel et Jura) et trois bilingues français-allemand (Valais et Fribourg qui ont une population majoritairement francophone, et Berne qui a une majorité germanophone).
En 2019, le français est parlé par 1,6 million de personnes en tant que langue principale en Suisse (22,8 % de la population du pays). La Constitution fédérale précise à son article 4 que le français est une des quatre langues nationales de la Suisse avec l'allemand, l'italien et le romanche. Selon un recensement de 1990, 33 % de la population suisse parle français quotidiennement (72 % le suisse-allemand).
Le français en Suisse se différencie quelque peu du français de France ou du français de Belgique. La Suisse est unique du fait de sa situation géographique particulière : le pays est frontalier de la France, de l'Allemagne, de l'Italie, de l'Autriche et du Liechtenstein. Ceci a permis le brassage de différentes cultures qui se ressent jusque dans la langue locale. En effet, le français de Suisse romande se caractérise par quelques termes issus du francoprovençal (arpitan) et par des emprunts anciens à des dialectes locaux et des dialectes alémaniques, appelés des germanismes. Il a donc tout naturellement intégré, au fil du temps, les divers emprunts faits dans l'une ou l'autre langue. De plus, le français parlé en Suisse romande contient de nombreuses expressions qui ne sont connues que très localement à cause de l’apport des patois régionaux ou des germanismes et qui rendent la langue non homogène au niveau national.

## Spécificités suisses

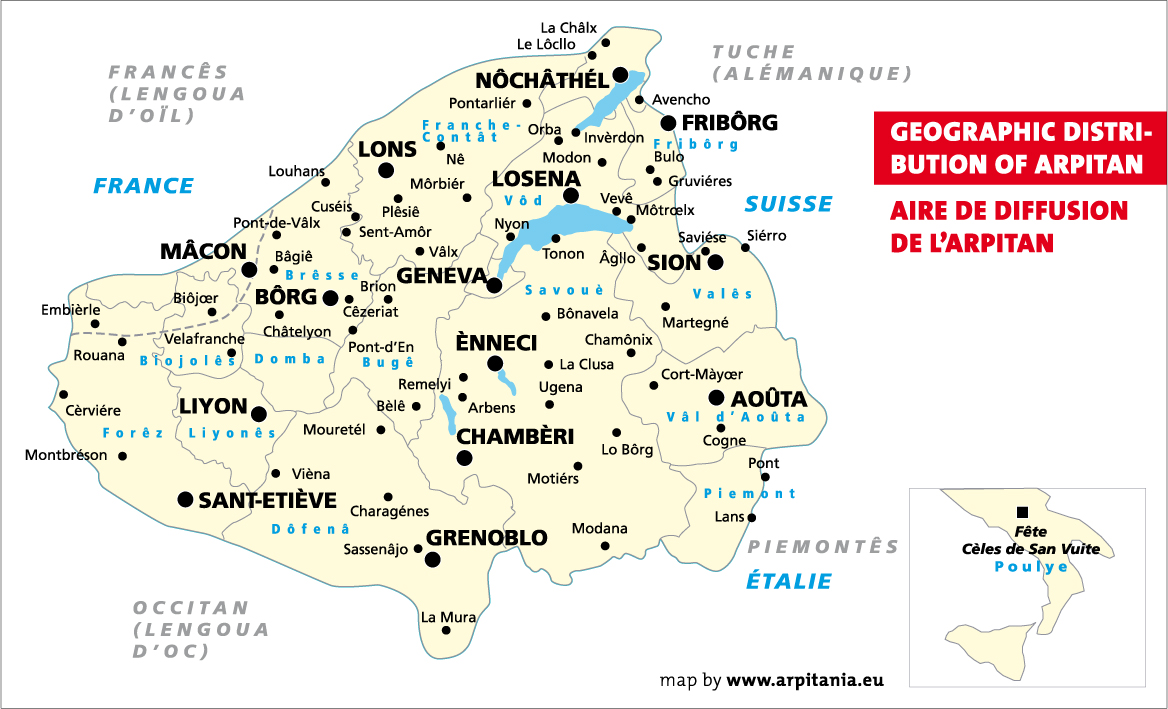
La Suisse romande fait partie du domaine linguistique de l'arpitan, à l'exception du canton du Jura (domaine d'Oïl).

### Morphosyntaxe
Au niveau de la morphologie, on retrouve des traces des dialectes, des états de langues antérieurs et des germanismes. La conjugaison verbale et la déclinaison n’ont cependant pas de trace d’influence germanique. Pour les adverbes, l’emploi de bon, bonne, vu et entendu par exemple dans ce thé est bon chaud serait une interférence dialectale. En ce qui concerne la dérivation, il n’y a pas de suffixes ni de préfixes allemands intégrés dans le suisse romand. Pour les articles allemands, les neutres sont vraisemblablement devenus des masculins, à quelques exceptions comme das Trinkgeld (la tringuelte, le pourboire), la landwehr ou encore le landsturm qui, eux, ont respecté le genre de la langue prêteuse puisqu’il n’existait aucun équivalent en français, tandis que la staub s’aligne sur la poussière.

### Syntaxe
Au niveau de la syntaxe, on peut citer quelques exemples :
- Attendre sur quelqu’un est le calque français de l’allemand warten auf.
- Il va déjà bien venir, qui signifie ne t’en fais pas, il va venir, est issu de l’allemand er wird schon kommen.
- Le calque ancien de qu’est-ce que c’est pour une affaire ?, qui signifie quelle est cette affaire ?, viendrait de l’allemand Was ist das für eine Sache?

Outre ces quelques exemples, l’allemand n’a eu que peu d’incidence sur le français de Suisse romande puisqu’il est connu que la syntaxe et la morphologie sont des secteurs très résistants et réfractaires aux influences.
Par ailleurs, l'interjection de fin de phrase : « ou bien ? » est d'emploi particulièrement fréquent en Suisse.

### Lexique
Le domaine du lexique est le plus malléable, donc plus ouvert aux emprunts et influences extérieurs. C’est dans ce domaine que les marques régionales sont les plus repérables. Plusieurs champs sémantiques ont été influencés par le germanisme : le vocabulaire militaire (landwehr, stand de tir, ...), le vocabulaire culinaire (rösti, schabsiger, ...), le vocabulaire des jeux et des divertissements (yass, ...), le vocabulaire administratif (Police des étrangers, heure de police, ...).
Un autre mot très utilisé en Suisse est le terme canton, qui provient de l’ancien provençal canton (coin, angle) et n'est donc pas un germanisme. Ce mot désigne chacun des 26 États qui constituent la Confédération suisse, et a donné les dérivés : cantonal, cantonaliser, .... 
Des phrases brèves en français oral sont possibles grâce à des formules allemandes car elles permettent de dire le maximum de choses avec un minimum de mots. Par exemple, le terme heimatschutz qui signifie « Ligue suisse pour la protection du patrimoine » se retrouve dans des phrases du type « on a obtenu une subvention du heimatschutz ».
Il existe d’ailleurs des emprunts en nombre limité comme caquelon et catelle qui signifient carreau de faïence. Ces deux termes proviendraient à l'origine de Chachle. Lorsqu'il faut nettoyer, ranger, etc. chez soi, un mot est très souvent utilisé, c'est celui de poutser qui signifie faire le ménage. 
En ce qui concerne les animaux, le mot pételer, signifiant quémander, proviendrait de bättle pour désigner un animal qui viendrait demander de la nourriture lorsque ses maîtres sont à table. 
Un autre mot retrouvé en Suisse romande est Natel. Ce terme viendrait de Nationaltelefon pour désigner un téléphone portable. Cela donne lieu à des incompréhensions entre locuteurs francophones quand ils désignent leurs smartphones, un objet que chacun possède mais qui porte différents noms : GSM en Belgique, Natel en Suisse, téléphone portable en France, cellulaire au Canada.

### Prosodie
Au niveau de la prosodie, c’est le francoprovençal qui dicte ses règles d’accentuation, l’emportant sur celles du français parlé à Paris. Ce phénomène s’entend dans les affriquées [ts, dz, tʃ, dʒ] qui sont empruntées du patois. Les Romands font encore la distinction dans l’opposition dans la longueur de la voyelle finale entre le masculin et le féminin « apprenti » /a.pʁɑ̃.ti/ / « apprentie » /a.pʁɑ̃.tiː/. Cette distinction se faisait encore à une certaine époque sur le territoire français. Cependant, aujourd'hui, elle s'est perdue jusqu'à se neutraliser dans le français parlé en France.
Dans les zones rurales suisses, la prononciation des noms de famille alémaniques reste assez similaire tout en étant francisée. En somme, la forme germanique accentue la première syllabe, tandis que la forme francisée accentue la dernière syllabe (en isolation) à cause des règles de prosodie du français. Dans son article, Manno Giuseppe donne un exemple en utilisant le nom de famille Brunner : 
- Brunner /bʁu.nʁ/ est la forme dialectale alémanique.
- Brunner /bʁu.nɛʁ/ est la forme francisée.

#### Accent
Un aspect que les Français identifient souvent est l’accent suisse. D’ailleurs, ils le reproduisent autant dans les publicités que dans les films alors que les Romands eux-mêmes ne le perçoivent pas. Toutefois, chaque canton se différencie par des accents qui lui sont propres. Il y a l'accent valaisan, l'accent jurassien, l'accent neuchâtelois, l'accent vaudois, l'accent fribourgeois et l'accent genevois.

#### Vitesse d'articulation
Les locuteurs francophones de Suisse romande sont souvent associés à un débit de parole lent. Selon cette idée reçue, il est courant de penser que, par exemple, les Vaudois articulent plus lentement que les Parisiens. Afin de confirmer ou d’infirmer ce stéréotype, des chercheurs en linguistique se sont penchés sur ce sujet en abordant notamment la vitesse d’articulation ; c’est-à-dire « la vitesse à laquelle un locuteur articule un énoncé ». Il est important de spécifier également qu’une distinction doit être faite entre le débit et la vitesse d’articulation : le débit inclut les pauses effectuées par le locuteur, alors que la vitesse d’articulation ne tient compte que du temps d’articulation d’un énoncé prononcé, sans les pauses.
Plusieurs études se sont intéressées à la vitesse d’articulation de différentes régions francophones telles que la Suisse romande et la région parisienne notamment. Une première étude a pris en compte plusieurs facteurs pour évaluer le potentiel débit lent des Suisses romands par rapport aux Français de la région parisienne. Pour ce faire, les chercheuses ont comparé le débit de la parole, la vitesse d’articulation et la durée des pauses lors d’une lecture d’un texte de locuteurs provenant de deux villes de Suisse romande et de Brunoy (proche de Paris). Leur étude a montré qu’il n’y a pas de différence importante entre les locuteurs suisses romands et ceux de Brunoy concernant le débit et les pauses. Cependant, les résultats ont souligné une différence entre les trois régions quant à la vitesse d’articulation : les participants de Brunoy articulent plus vite que les participants suisses (255 syll/min pour Brunoy, 236 syll/min pour Neuchâtel et 249 syll/min pour Nyon). Aussi, des études postérieures,, se sont penchées exclusivement sur la vitesse d’articulation de ces différentes régions francophones et leurs résultats confirment l’idée reçue selon laquelle les Parisiens parlent plus vite que les Suisses. En effet, l’étude la plus récente parmi celles citées, démontre des résultats marquants, tout en considérant un nombre important de régions en comparaison avec les autres études (sept régions au total, de trois pays francophones différents, à savoir celles de Paris, de Lyon, de Tournai, de Liège, de Genève, de Neuchâtel et de Nyon). Aucune différence à l’intérieur du même pays n'est clairement notable. En revanche, les locuteurs belges et français partagent une vitesse d’articulation similaire (<195 millisecondes par syllabe) et articulent plus rapidement que les locuteurs suisses, qui eux, ont une vitesse d’articulation plus lente (>195 millisecondes par syllabe). Toutefois, il faut également considérer le fait que certaines études ont montré des résultats qui allaient à l’encontre du stéréotype des Romands qui parlent lentement. Par exemple, une étude montre que les locuteurs de Martigny (en Suisse) ont une vitesse d’articulation similaire à celle des Parisiens (194 millisecondes par syllabe pour Martigny et 185 millisecondes par syllabe pour les Parisiens).
Après examen des différentes études, le stéréotype des Suisses qui articulent plus lentement que les Parisiens est confirmé, à quelques exceptions près. La vitesse d’articulation des Suisses est donc généralement plus lente que celle de leurs pays voisins. Cependant, les échantillons de certaines études étant réduits,, cela ne permet pas de confirmer la lenteur articulatoire des Suisses romands de manière sûre. En plus des différences entre les variantes du français, des études montrent que la vitesse d’articulation est influencée par les facteurs de l’âge et du sexe, notamment. Il semblerait que les jeunes articulent plus rapidement que les plus âgés, de même que les hommes articulent plus rapidement que les femmes,,,,. Ainsi, l’âge et le sexe permettent de montrer les différences de vitesse d’articulation entre les pays mais également de souligner une différence au sein même du pays.

#### Phonétique
Les Suisses ont gardé les oppositions phonétiques qui se sont perdues dans le français hexagonal influencé par le parler parisien. Ainsi, les Français ne font plus l'opposition entre :
- Le o ouvert de « mots » et le o fermé de « maux », tous les deux prononcés /mo/ en français de France standard.
- Les deux voyelles nasales de « brin » et « brun » : une majorité de Français, principalement au nord, ne fait plus cette distinction et prononce /bʁɛ̃/ dans les deux cas.
- Le a antérieur de « patte » et le a postérieur de « pâte »[26],[27],[28].

### Pronom «y»
Dans le langage informel et dans la région genevoise, le pronom « le/la » en tant que complément d'objet direct se rapportant à un objet inanimé est très souvent remplacé par « y ».
Exemples :
- « Où veux-tu que j’y pose ?

– Poses-y sur la table. »
- « Si t’y fais, fais-y comme y faut ! »[29]

Ce fait linguistique découlant de l'arpitan se retrouve en France dans une partie de la région Auvergne-Rhône-Alpes, comme dans les deux départements de Savoie ou dans le parler lyonnais.

### Calques
Le français de Suisse intègre différents calques, principalement au niveau de la sémantique et de la syntaxe.

#### Sémantique
Quelques exemples de calques sémantiques : 
- Un jubilaire, qui est relatif à une célébration revenant au bout de vingt-cinq ou cinquante ans, a un sens plus élargi en suisse romand puisqu’il peut désigner une personne qui fête un dixième, un quinzième anniversaire, comme l’allemand Jubilar.
- Action, qui signifie vente à un prix promotionnel est un calque de Aktion.
- Dans le domaine des études supérieures, il existe un certain nombre de calques. Le terme universitaire désigne en suisse romand une personne qui a fait des études universitaires, et qui correspond à l’allemand Akademiker.

#### Syntaxique
Ceux-ci sont plus nombreux. Voici quelques exemples de calques : 
- Dans le vocabulaire institutionnel :

| Expression romande | calquée sur | Expression française                                   |
| ------------------ | ----------- | ------------------------------------------------------ |
| Place de parc      | Parkplatz   | Place de parking                                       |
| Place de jeu       | Spielplatz  | Aire de jeux                                           |
| Service du feu     | Feuerwehr   | Service d'incendie et de secours de la ville de Genève |

- Dans le domaine des études, le terme professeur ordinaire désigne une personne titulaire d’une chaire et vient de l’allemand ordentlicher Professor. Une société d’étudiants désigne une corporation d’étudiants et proviendrait de l’allemand Studentenverbindung.

### Nombres
Les nombres 70 et 90 sont respectivement exprimés par « septante » et « nonante », tout comme en Belgique, en Vallée d'Aoste et en République démocratique du Congo. Le nombre 80 est dit « huitante » dans les cantons de Vaud, du Valais et de Fribourg, et « quatre-vingts » dans les autres cantons francophones, à savoir ceux de Genève, de Neuchâtel, de Berne et du Jura.
Comme en Belgique et contrairement à l’usage français, le mot « vingt » est généralement prononcé /vɛ̃t/, avec le /t/ final, même en isolation.

### Repas
Le français de Suisse a conservé les noms traditionnels des repas de la journée, à savoir dans l'ordre : le déjeuner (le matin), le dîner (à midi) et le souper (le soir).
Il partage ce schéma avec le français de Belgique, le français canadien, le français haïtien et le français de République démocratique du Congo, ainsi que certains locuteurs en France qui l'utilisent. Cependant, on assiste en France à un glissement sémantique avec l'apparition d'un petit déjeuner, avant le déjeuner, qui impose de remplacer le dîner par le déjeuner et le souper par le dîner.

## Usages typographiques

### Espaces
L’usage typographique suisse, quelle que soit la langue, suit certaines règles propres qui diffèrent des normes françaises, comme celle de l’Imprimerie nationale. Une espace fine insécable précède les signes de ponctuation double tels que le point d'exclamation, le point d'interrogation, le deux-points et le point-virgule. C’est aussi le cas pour les guillemets (« … » et ‹ … ›) et le signe du pour cent (%). Quand l’espace fine insécable n’est pas disponible, on préfère généralement ne pas mettre d’espace du tout.
Pour les citations de deuxième niveau, on utilise souvent les guillemets simples à chevrons (‹ … ›).
Exemple et comparaison :
- Norme suisse : «Quoi? Elle a dit: ‹Ma mère est brésilienne; mon père chinois.› C’est cosmopolite!»
- Norme préférée par l’Imprimerie nationale de France : « Quoi ? Elle a dit : « Ma mère est brésilienne ; mon père chinois. » C’est cosmopolite ! »[38]
- Usage dans la presse française : « Quoi ? Elle a dit : “Ma mère est brésilienne ; mon père chinois.” C’est cosmopolite ! »
- Norme canadienne : « Quoi? Elle a dit : “Ma mère est brésilienne; mon père chinois.” C’est cosmopolite! »[39],[40].

### Écriture des nombres
La norme officielle prônée par le Guide du typographe consiste à utiliser une espace insécable comme séparateur de milliers ; c'est aussi ce que la Chancellerie fédérale prône pour les textes officiels. Ceci rejoint la norme des autres pays francophones.
Cependant, on trouve aussi l'apostrophe, ce qui est une manière de faire propre à la Suisse.
- Norme officielle : 100 000
- Autre usage : 100'000

Le séparateur décimal est la virgule.